# Arhitektura u 1763.
◄◄ | ◄ | 1760. | 1761. | 1762. | 1763.  | 1764. | 1765. | 1766. | ► | ►►
Arhitektura • Astronomija • Biologija • Glazba • Kazalište • Kemija • Kiparstvo • Knjige • Književnost • Kršćanstvo • Medicina • Politika • Pravo • Promet • Slikarstvo • Znanost
Arhitektura u 1763.

## Hrvatska i u Hrvata

### Zgrade i druge građevine
- Crkva sv. velikomučenika Jurja u Boboti: početak gradnje
- Saborna crkva Vavedenja Presvete Bogorodice u Plaškom: završetak gradnje

## Vanjske poveznice
|  | Zajednički poslužitelj ima još gradiva o temi Arhitektura u 1760-im |